# Baia di Trentaremi
(Liberato nel brano Tu t'e scurdat' 'e me)
La baia di Trentaremi è una caratteristica baia che si trova nel quartiere Posillipo a Napoli. Attualmente rientrante nei confini del Parco sommerso di Gaiola, tra il medesimo parco e l'isola di Nisida, precisamente da Punta Cavallo, estremo lembo di un antico cratere, allo scoglio di Virgilio. È facilmente osservabile dall'alto grazie alle terrazze del Parco Virgiliano.

## Caratteristiche
Otto grotte tufacee, alte fino a 150 m, si aprono all’interno delle alte falesie della baia, delle quali due di queste sono navigabili ed hanno origini naturali, mentre le altre sono semi-sommerse ed hanno probabilmente origine antropica. Tra le grotte, la più degna di nota è la Grotta del Tuono, detta così a causa della sua volta a botte che amplifica il rumore delle onde marine che vi si infrangono provocando un tonfo simile ad un tuono. Sebbene abbia origini naturali, la sua forma attuale è stata modellata nel corso dei secoli da varie attività estrattive, comprese quelle dell'età romana. Le grotte artificiali, infatti, sono il risultato di queste operazioni di estrazione del tufo. In una di queste cavità, è stato rinvenuto il cunicolo di un antico acquedotto romano, che risale all'interno del promontorio e conduce a un ambiente sovrastante caratterizzato da mura in opus reticolatum e pavimento in cocciopesto, probabilmente utilizzato come cisterna.
Un'altra grotta degna di menzione è quella di Acampora, che si differenzia dalle altre per non essere il risultato dell'estrazione del tufo. L'accesso avviene via mare attraverso tre cunicoli distinti. Uno di essi conduce a un vestibolo dove è presente un'iscrizione che indica la data di costruzione (1888) e le iniziali del committente. Da qui, una rampa di scale porta a una finestra che si affaccia sulla baia. Il vestibolo sovrasta un'altra sala accessibile attraverso gli altri due cunicoli, dove si trova una nicchia sulla parete di fondo. Attraverso la finestra si accede a una scala esterna scavata nella falesia che porta a un'altra scala ipogea che termina alla casa rossa, antica dimora di Acampora, da cui la grotta prende il nome. Gli usi di questa grotta sono sconosciuti, ma data la sua architettura, lo stile dell'iscrizione e il probabile ceto sociale del proprietario, è probabile che fosse legata alle attività massoniche.
Reperti archeologici possono essere trovati sia sulla terraferma che osservando sotto la superficie del mare, a causa dei fenomeni di bradisismo a cui quest'area è sottoposta, che hanno provocato l'inabissamento dell'originale linea di costa.
I promontori della baia sono ricche di testimonianze del passato romano della città, come la villa imperiale di Pausilypon con il suo imponente anfiteatro, fatti costruire dal ricco liberto romano Publio Vedio Pollione.